# Osmylus multiguttatus
Osmylus multiguttatus är en insektsart som beskrevs av Robert McLachlan 1870.
Osmylus multiguttatus ingår i släktet Osmylus och familjen vattenrovsländor. Inga underarter finns listade i Catalogue of Life.